# Sacramentskerk (Den Bosch)
De Allerheiligst Sacramentskerk, of kortweg Sacramentskerk, is een voormalig kerkgebouw in de Noord-Brabantse stad 's-Hertogenbosch, gelegen aan de Antoon der Kinderenlaan 7 en later aan Sonniusstraat 1.
De bouw van De Vliert, als onderdeel van de Bossche uitbreidingsplannen aan de noordzijde van de stad, was begonnen omstreeks 1930. In 1933 werd een parochie gesticht. De kerk werd in 1935 gebouwd naar ontwerp van Jan van der Valk. 
Het betrof een grote driebeukige bakstenen kruiskerk met brede middenbeuk. De westtoren kwam nimmer tot stand. Wel bezat de kerk een klein vieringtorentje. De kerk telde oorspronkelijk 1400 zitplaatsen. In 1950-1951 werd de voorgevel nog met drie traveeën verlengd. In 1981 werd de kerk intern verbouwd. Er kwam in de kerk een binnenzaal.
Door ontkerkelijking werd de kerk te groot en in 2001 werd hij onttrokken aan de eredienst om in 2002 te worden gesloopt.
In 2003 werd een kleiner gebouwtje in gebruik genomen. Een bakstenen gebouwtje met een bescheiden klokkengevel. In 2018 werd ook dit gebouwtje onttrokken aan de eredienst en hierin kwam een kantoor.